# Indotritia compacta
Indotritia compacta är en kvalsterart som beskrevs av Sandór Mahunka 1988. Indotritia compacta ingår i släktet Indotritia och familjen Oribotritiidae. Inga underarter finns listade i Catalogue of Life.